# More Pink: The B-Sides
More Pink: The B-Sides – drugi dysk albumu "Under The Pink" autorstwa Tori Amos, który ukazał się 14 listopada 1994 roku.
Ten drugi dysk ukazał się w Australii i Nowej Zelandii.
Tytuł "More Pink: The B-Sides" może być mylący, ponieważ cztery utwory na tej płycie (5-8) pochodzą ze stron B singli związanych z debiutancką płytą artystki "Little Earthquakes" z 1992 roku.
Zestaw podwójnych płyt wkroczył na australijski wykres ARIA Charts Top 100 Albums w tygodniu kończącym się 11 grudnia 1994 roku, osiągając punkt kulminacyjny na 44 miejscu i spędzając 6 tygodni na liście.

## Lista utworów
| 1.  | „A Case of You” (Joni Mitchell) | 4:38  |
|     |                                 |       |
| 2.  | „Honey”                         | 3:47  |
|     |                                 |       |
| 3.  | „Daisy Dead Petals”             | 3:02  |
|     |                                 |       |
| 4.  | „Sister Janet”                  | 4:02  |
|     |                                 |       |
| 5.  | „Sugar”                         | 4:27  |
|     |                                 |       |
| 6.  | „Take to The Sky”               | 4:20  |
|     |                                 |       |
| 7.  | „Upside Down”                   | 4:22  |
|     |                                 |       |
| 8.  | „Flying Dutchman”               | 6:31  |
|     |                                 |       |
| 9.  | „Here in My Head” (live)        | 6:05  |
|     |                                 |       |
| 10. | „Black Swan”                    | 4:04  |
|     |                                 |       |
| 11. | „Little Drummer Boy” (live)     | 3:20  |
|     |                                 |       |
|     |                                 | 48:38 |
|     |                                 |       |